# Aleksander Szembek (ok. 1739–1806)
Aleksander Szembek herbu własnego (ur. ok. 1739 w Siemianicach, zm. 23 marca 1806 w Porębie Żegoty) – generał adiutant królewski od 1773 roku, łowczy ostrzeszowski w latach 1772–1776, wojski większy ostrzeszowski w latach 1769–1772, miecznik ostrzeszowski w latach 1765–1769, szambelan, konsyliarz ziemi wieluńskiej w konfederacji barskiej w 1768 roku.
Syn miecznika ostrzeszowskiego Józefa i Marianny ze Szwarcenberg-Czernych, córki Franciszka, kasztelana oświęcimskiego i wojnickiego.
Jako poseł księstw oświęcimskiego i zatorskiego wziął udział w elekcji Stanisława Augusta Poniatowskiego 6 i 7 września 1764 roku. 10 września wybrany deputatem na Trybunał Koronny z województwa krakowskiego. Uczestnik konfederacji barskiej, w 1769 roku związał się z partią podskarbiego wielkiego koronnego Teodora Wessla. Wczesną wiosną 1770 roku wmieszany w spisek marszałka sieradzkiego Józefa Bierzyńskiego. Uczestniczył w obronie Częstochowy od 31 grudnia 1770 roku do 15 stycznia 1771 roku. Na sejmiku deputackim województwa krakowskiego 14 lutego 1792 roku zaprzysiągł Ustawę Rządową 3 Maja, wybrany wówczas komisarzem granicznym województwa krakowskiego. W czasie insurekcji kościuszkowskiej rozkazem Tadeusza Kościuszki z 8 maja 1794 roku dostał się w skład Sądu Kryminalnego w Krakowie. Na potrzeby powstania ofiarował dwa konie z zaprzęgiem do armat.
W 1782 roku został kawalerem Orderu Świętego Stanisława. W 1792 roku odznaczony Orderem Orła Białego.
W 1774 roku poślubił Urszulę z Wielopolskich (ok. 1745–1803). W małżeństwie tym miał trzech synów: Wincentego (ur. 1778), ochrzczonego jako Barnaba Wincenty Józef Ignacy, Józefa Karola i Franciszka (1783–1855).
Pochowany obok żony w klasztorze bernardynów w Alwernii.
W literaturze często mylony z wojewodzicem inflanckim Aleksandrem Józefem Szembekiem (1749–1803).